# Statistiche del campionato europeo maschile di calcio
Sono di seguito riportate statistiche e record di vario genere sul campionato europeo di calcio.

## Partecipazioni e prestazioni nelle fasi finali

### Tabella partecipazioni
Legenda
| In corsivo le nazioni non più esistenti. -: non partecipa alle qualificazioni. NQ: non qualificata. R: ritiratasi prima dell'inizio del torneo o durante le qualificazioni (per incontri non disputati). S: squalificata. Q: qualificata per un torneo ancora da disputarsi. 1T: eliminata nella fase a gironi (dal 1980 in poi). | OF: eliminata agli ottavi di finale (dal 2016 in poi). QF: eliminata ai quarti di finale (dal 1996 in poi). SF: eliminata in semifinale (dal 1984 in poi). 4ª: quarta classificata (dal 1960 al 1980). 3ª: terza classificata (dal 1960 al 1980). 2ª: finalista. V: vincitore. |

| Nazionale                                          | 1960 | 1964 | 1968 | 1972 | 1976 | 1980 | 1984 | 1988 | 1992 | 1996 | 2000 | 2004 | 2008 | 2012 | 2016 | 2020 | 2024 | 2028 | Totale | Vittorie |
| Germania Germania Ovest                            | -    | -    | NQ   | V    | 2ª   | V    | 1T   | SF   | 2ª   | V    | 1T   | 1T   | 2ª   | SF   | SF   | OF   | QF   |      | 14     | 3        |
| Spagna                                             | R    | V    | NQ   | NQ   | NQ   | 1T   | 2ª   | 1T   | NQ   | QF   | QF   | 1T   | V    | V    | OF   | SF   | V    |      | 12     | 4        |
| Italia                                             | -    | NQ   | V    | NQ   | NQ   | 4ª   | NQ   | SF   | NQ   | 1T   | 2ª   | 1T   | QF   | 2ª   | QF   | V    | OF   |      | 11     | 2        |
| Francia                                            | 4ª   | NQ   | NQ   | NQ   | NQ   | NQ   | V    | NQ   | 1T   | SF   | V    | QF   | 1T   | QF   | 2ª   | OF   | SF   |      | 11     | 2        |
| Rep. Ceca Cecoslovacchia                           | 3ª   | NQ   | NQ   | NQ   | V    | 3ª   | NQ   | NQ   | NQ   | 2ª   | 1T   | SF   | 1T   | QF   | 1T   | QF   | 1T   |      | 11     | 1        |
| Paesi Bassi                                        | -    | NQ   | NQ   | NQ   | 3ª   | 1T   | NQ   | V    | SF   | QF   | SF   | SF   | QF   | 1T   | NQ   | OF   | SF   |      | 11     | 1        |
| Danimarca                                          | NQ   | 4ª   | NQ   | NQ   | NQ   | NQ   | SF   | 1T   | V    | 1T   | 1T   | QF   | NQ   | 1T   | NQ   | SF   | OF   |      | 10     | 1        |
| Portogallo                                         | NQ   | NQ   | NQ   | NQ   | NQ   | NQ   | SF   | NQ   | NQ   | QF   | SF   | 2ª   | QF   | SF   | V    | OF   | QF   |      | 9      | 1        |
| Comunità degli Stati Indipendenti Unione Sovietica | V    | 2ª   | 4ª   | 2ª   | NQ   | NQ   | NQ   | 2ª   | 1T   | -    | -    | -    | -    | -    | -    | -    | -    | -    | 6      | 1        |
| Grecia                                             | NQ   | NQ   | NQ   | NQ   | NQ   | 1T   | NQ   | NQ   | NQ   | NQ   | NQ   | V    | 1T   | QF   | NQ   | NQ   | NQ   |      | 4      | 1        |
| Inghilterra                                        | -    | NQ   | 3ª   | NQ   | NQ   | 1T   | NQ   | 1T   | 1T   | SF   | 1T   | QF   | NQ   | QF   | OF   | 2ª   | 2ª   |      | 11     | -        |
| Belgio                                             | -    | NQ   | NQ   | 3ª   | NQ   | 2ª   | 1T   | NQ   | NQ   | NQ   | 1T   | NQ   | NQ   | NQ   | QF   | QF   | OF   |      | 7      | -        |
| Croazia                                            | -    | -    | -    | -    | -    | -    | -    | -    | -    | QF   | NQ   | 1T   | QF   | 1T   | OF   | OF   | 1T   |      | 7      | -        |
| Svezia                                             | -    | NQ   | NQ   | NQ   | NQ   | NQ   | NQ   | NQ   | SF   | NQ   | 1T   | QF   | 1T   | 1T   | 1T   | OF   | NQ   |      | 7      | -        |
| Turchia                                            | NQ   | NQ   | NQ   | NQ   | NQ   | NQ   | NQ   | NQ   | NQ   | 1T   | QF   | NQ   | SF   | NQ   | 1T   | 1T   | QF   |      | 6      | -        |
| Romania                                            | NQ   | NQ   | NQ   | NQ   | NQ   | NQ   | 1T   | NQ   | NQ   | 1T   | QF   | NQ   | 1T   | NQ   | 1T   | NQ   | OF   |      | 6      | -        |
| Russia                                             | -    | -    | -    | -    | -    | -    | -    | -    | -    | 1T   | NQ   | 1T   | SF   | 1T   | 1T   | 1T   | -    |      | 6      | -        |
| Svizzera                                           | -    | NQ   | NQ   | NQ   | NQ   | NQ   | NQ   | NQ   | NQ   | 1T   | NQ   | 1T   | 1T   | NQ   | OF   | QF   | QF   |      | 6      | -        |
| Ungheria                                           | NQ   | 3ª   | NQ   | 4ª   | NQ   | NQ   | NQ   | NQ   | NQ   | NQ   | NQ   | NQ   | NQ   | NQ   | OF   | 1T   | 1T   |      | 5      | -        |
| Polonia                                            | NQ   | NQ   | NQ   | NQ   | NQ   | NQ   | NQ   | NQ   | NQ   | NQ   | NQ   | NQ   | 1T   | 1T   | QF   | 1T   | 1T   |      | 5      | -        |
| Jugoslavia                                         | 2ª   | NQ   | 2ª   | NQ   | 4ª   | NQ   | 1T   | NQ   | S    | -    | -    | -    | -    | -    | -    | -    | -    | -    | 4      | -        |
| Ucraina                                            | -    | -    | -    | -    | -    | -    | -    | -    | -    | NQ   | NQ   | NQ   | NQ   | 1T   | 1T   | QF   | 1T   |      | 4      | -        |
| Austria                                            | NQ   | NQ   | NQ   | NQ   | NQ   | NQ   | NQ   | NQ   | NQ   | NQ   | NQ   | NQ   | 1T   | NQ   | 1T   | OF   | OF   |      | 4      | -        |
| Scozia                                             | -    | -    | NQ   | NQ   | NQ   | NQ   | NQ   | NQ   | 1T   | 1T   | NQ   | NQ   | NQ   | NQ   | NQ   | 1T   | 1T   |      | 4      | -        |
| Irlanda                                            | NQ   | NQ   | NQ   | NQ   | NQ   | NQ   | NQ   | 1T   | NQ   | NQ   | NQ   | NQ   | NQ   | 1T   | OF   | NQ   | NQ   |      | 3      | -        |
| Slovacchia                                         | -    | -    | -    | -    | -    | -    | -    | -    | -    | NQ   | NQ   | NQ   | NQ   | NQ   | OF   | 1T   | OF   |      | 3      | -        |
| Galles                                             | -    | NQ   | NQ   | NQ   | NQ   | NQ   | NQ   | NQ   | NQ   | NQ   | NQ   | NQ   | NQ   | NQ   | SF   | OF   | NQ   |      | 2      | -        |
| Serbia                                             | -    | -    | -    | -    | -    | -    | -    | -    | -    | S    | QF   | NQ   | NQ   | NQ   | NQ   | NQ   | 1T   |      | 2      | -        |
| Slovenia                                           | -    | -    | -    | -    | -    | -    | -    | -    | -    | NQ   | 1T   | NQ   | NQ   | NQ   | NQ   | NQ   | OF   |      | 2      | -        |
| Bulgaria                                           | NQ   | NQ   | NQ   | NQ   | NQ   | NQ   | NQ   | NQ   | NQ   | 1T   | NQ   | 1T   | NQ   | NQ   | NQ   | NQ   | NQ   |      | 2      | -        |
| Albania                                            | -    | NQ   | NQ   | NQ   | -    | -    | NQ   | NQ   | NQ   | NQ   | NQ   | NQ   | NQ   | NQ   | 1T   | NQ   | 1T   |      | 2      | -        |
| Islanda                                            | -    | NQ   | -    | -    | NQ   | NQ   | NQ   | NQ   | NQ   | NQ   | NQ   | NQ   | NQ   | NQ   | QF   | NQ   | NQ   |      | 1      | -        |
| Irlanda del Nord                                   | -    | NQ   | NQ   | NQ   | NQ   | NQ   | NQ   | NQ   | NQ   | NQ   | NQ   | NQ   | NQ   | NQ   | OF   | NQ   | NQ   |      | 1      | -        |
| Georgia                                            | -    | -    | -    | -    | -    | -    | -    | -    | -    | NQ   | NQ   | NQ   | NQ   | NQ   | NQ   | NQ   | OF   |      | 1      | -        |
| Norvegia                                           | NQ   | NQ   | NQ   | NQ   | NQ   | NQ   | NQ   | NQ   | NQ   | NQ   | 1T   | NQ   | NQ   | NQ   | NQ   | NQ   | NQ   |      | 1      | -        |
| Lettonia                                           | -    | -    | -    | -    | -    | -    | -    | -    | -    | NQ   | NQ   | 1T   | NQ   | NQ   | NQ   | NQ   | NQ   |      | 1      | -        |
| Macedonia del Nord                                 | -    | -    | -    | -    | -    | -    | -    | -    | -    | NQ   | NQ   | NQ   | NQ   | NQ   | NQ   | 1T   | NQ   |      | 1      | -        |
| Finlandia                                          | -    | -    | NQ   | NQ   | NQ   | NQ   | NQ   | NQ   | NQ   | NQ   | NQ   | NQ   | NQ   | NQ   | NQ   | 1T   | NQ   |      | 1      | -        |

1. ↑  Si qualificò l'Unione Sovietica ma non poté partecipare al campionato europeo perché la nazione scomparve e fu sostituita dalla Nazionale di calcio della Comunità degli Stati Indipendenti, che rappresentava tutte le repubbliche che fino all'anno prima facevano parte dell'Unione Sovietica tranne Estonia, Lettonia, Lituania e Georgia. Tale nazionale non riuscì però a superare il Primo turno.
2. ↑  La Jugoslavia riuscì a qualificarsi per gli Europei del 1992, ma venne esclusa dalla UEFA per motivi bellici. Al suo posto giocò la Danimarca, seconda del girone di qualificazione.
3. ↑  Nell'edizione 2000 come Jugoslavia, Nell'edizione 2004 come Serbia e Montenegro

### Statistiche delle partecipanti
Come sempre per convenzione partite finite ai tempi supplementari sono considerate come vittorie e sconfiite, invece incontri finiti dopo i rigori sono considerati pareggi.
Aggiornato dopo la partita del 14 luglio 2024
| Nazionale          | Partecip. | Giocate | Vittorie | Pareggi | Sconfitte | GF | GS | Espuls. | V Supp | S Supp | V Rigori | S Rigori | Semifinali | Finali | Titoli |
| ------------------ | --------- | ------- | -------- | ------- | --------- | -- | -- | ------- | ------ | ------ | -------- | -------- | ---------- | ------ | ------ |
| Albania            | 2         | 6       | 1        | 1       | 4         | 4  | 8  | 1       | 0      | 0      | 0        | 0        | 0          | 0      | 0      |
| Austria            | 4         | 14      | 4        | 2       | 8         | 14 | 18 | 1       | 0      | 1      | 0        | 0        | 0          | 0      | 0      |
| Belgio             | 7         | 26      | 12       | 3       | 11        | 33 | 30 | 1       | 0      | 0      | 0        | 0        | 1          | 1      | 0      |
| Bulgaria           | 2         | 6       | 1        | 1       | 4         | 4  | 13 | 2       | 0      | 0      | 0        | 0        | 0          | 0      | 0      |
| Rep. Ceca          | 11        | 40      | 15       | 9       | 17        | 51 | 52 | 3       | 1      | 1      | 3        | 0        | 4          | 2      | 1      |
| Croazia            | 7         | 25      | 9        | 8       | 8         | 33 | 34 | 1       | 0      | 2      | 0        | 1        | 0          | 0      | 0      |
| Danimarca          | 10        | 37      | 10       | 9       | 18        | 44 | 54 | 1       | 0      | 2      | 1        | 1        | 4          | 1      | 1      |
| Finlandia          | 1         | 3       | 1        | 0       | 2         | 1  | 3  | 0       | 0      | 0      | 0        | 0        | 0          | 0      | 0      |
| Francia            | 11        | 49      | 23       | 15      | 11        | 73 | 53 | 3       | 3      | 1      | 2        | 2        | 5          | 3      | 2      |
| Galles             | 2         | 10      | 5        | 1       | 4         | 13 | 12 | 2       | 0      | 0      | 0        | 0        | 1          | 0      | 0      |
| Georgia            | 1         | 4       | 1        | 1       | 2         | 5  | 8  | 0       | 0      | 0      | 0        | 0        | 0          | 0      | 0      |
| Germania           | 14        | 58      | 30       | 14      | 14        | 89 | 59 | 2       | 2      | 1      | 2        | 1        | 8          | 6      | 3      |
| Grecia             | 4         | 16      | 5        | 3       | 8         | 14 | 20 | 1       | 0      | 0      | 0        | 0        | 1          | 1      | 1      |
| Inghilterra        | 11        | 45      | 18       | 16      | 11        | 59 | 43 | 1       | 2      | 0      | 2        | 4        | 4          | 2      | 0      |
| Irlanda            | 3         | 10      | 2        | 2       | 6         | 6  | 17 | 2       | 0      | 0      | 0        | 0        | 0          | 0      | 0      |
| Irlanda del Nord   | 1         | 4       | 1        | 0       | 3         | 2  | 3  | 0       | 0      | 0      | 0        | 0        | 0          | 0      | 0      |
| Islanda            | 1         | 5       | 2        | 2       | 1         | 8  | 9  | 0       | 0      | 0      | 0        | 0        | 0          | 0      | 0      |
| Italia             | 11        | 49      | 22       | 19      | 8         | 55 | 36 | 2       | 1      | 1      | 5        | 3        | 5          | 4      | 2      |
| Jugoslavia         | 4         | 10      | 2        | 1       | 7         | 14 | 26 | 0       | 0      | 3      | 0        | 0        | 3          | 2      | 0      |
| Lettonia           | 1         | 3       | 0        | 1       | 2         | 1  | 5  | 0       | 0      | 0      | 0        | 0        | 0          | 0      | 0      |
| Macedonia del Nord | 1         | 3       | 0        | 0       | 3         | 2  | 8  | 0       | 0      | 0      | 0        | 0        | 0          | 0      | 0      |
| Norvegia           | 1         | 3       | 1        | 1       | 1         | 1  | 1  | 0       | 0      | 0      | 0        | 0        | 0          | 0      | 0      |
| Paesi Bassi        | 11        | 45      | 23       | 9       | 13        | 75 | 48 | 4       | 1      | 2      | 1        | 3        | 6          | 1      | 1      |
| Polonia            | 5         | 17      | 2        | 8       | 7         | 14 | 21 | 2       | 0      | 0      | 1        | 1        | 0          | 0      | 0      |
| Portogallo         | 9         | 44      | 21       | 12      | 11        | 61 | 41 | 1       | 2      | 2      | 3        | 2        | 5          | 2      | 1      |
| Romania            | 6         | 20      | 2        | 6       | 12        | 14 | 27 | 1       | 0      | 0      | 0        | 0        | 0          | 0      | 0      |
| Russia             | 6         | 20      | 6        | 3       | 11        | 22 | 36 | 3       | 1      | 0      | 0        | 0        | 1          | 0      | 0      |
| Scozia             | 4         | 12      | 2        | 3       | 7         | 7  | 17 | 1       | 0      | 0      | 0        | 0        | 0          | 0      | 0      |
| Serbia             | 2         | 7       | 1        | 3       | 3         | 9  | 15 | 3       | 0      | 0      | 0        | 0        | 0          | 0      | 0      |
| Slovacchia         | 3         | 11      | 3        | 2       | 6         | 9  | 18 | 0       | 0      | 1      | 0        | 0        | 0          | 0      | 0      |
| Slovenia           | 2         | 7       | 0        | 6       | 1         | 6  | 7  | 0       | 0      | 0      | 0        | 1        | 0          | 0      | 0      |
| Spagna             | 12        | 53      | 28       | 15      | 10        | 83 | 46 | 2       | 3      | 0      | 4        | 2        | 6          | 5      | 4      |
| Svezia             | 7         | 24      | 7        | 7       | 10        | 30 | 28 | 2       | 0      | 1      | 0        | 1        | 1          | 0      | 0      |
| Svizzera           | 6         | 23      | 5        | 11      | 7         | 24 | 28 | 3       | 0      | 0      | 1        | 3        | 0          | 0      | 0      |
| Turchia            | 6         | 23      | 7        | 2       | 14        | 22 | 38 | 2       | 0      | 0      | 1        | 0        | 1          | 0      | 0      |
| Ucraina            | 4         | 14      | 4        | 1       | 9         | 10 | 23 | 0       | 1      | 0      | 0        | 0        | 0          | 0      | 0      |
| Ungheria           | 5         | 14      | 3        | 4       | 7         | 16 | 25 | 0       | 1      | 1      | 0        | 0        | 2          | 0      | 0      |
| Unione Sovietica   | 6         | 16      | 7        | 4       | 5         | 18 | 16 | 0       | 1      | 0      | 0        | 1        | 5          | 4      | 1      |

## Partecipazioni
| Nazionale          | Partecip. | TORNEI                                                                             |
| ------------------ | --------- | ---------------------------------------------------------------------------------- |
| Germania*          | 14        | 1972, 1976, 1980, 1984, 1988, 1992, 1996, 2000, 2004, 2008, 2012, 2016, 2020, 2024 |
| Russia*            | 12        | 1960, 1964, 1968, 1972, 1988, 1992±, 1996, 2004, 2008, 2012, 2016, 2020            |
| Spagna             | 12        | 1964, 1980, 1984, 1988, 1996, 2000, 2004, 2008, 2012, 2016, 2020, 2024             |
| Italia             | 12        | 1968, 1980, 1988, 1996, 2000, 2004, 2008, 2012, 2016, 2020, 2024, 2032             |
| Francia            | 11        | 1960, 1984, 1992, 1996, 2000, 2004, 2008, 2012, 2016, 2020, 2024                   |
| Rep. Ceca*         | 11        | 1960, 1976, 1980, 1996, 2000, 2004, 2008, 2012, 2016, 2020, 2024                   |
| Inghilterra        | 11        | 1968, 1980, 1988, 1992, 1996, 2000, 2004, 2012, 2016, 2020, 2024                   |
| Paesi Bassi        | 11        | 1976, 1980, 1988, 1992, 1996, 2000, 2004, 2008, 2012, 2020, 2024                   |
| Danimarca          | 10        | 1964, 1984, 1988, 1992, 1996, 2000, 2004, 2012, 2020, 2024                         |
| Portogallo         | 9         | 1984, 1996, 2000, 2004, 2008, 2012, 2016, 2020, 2024                               |
| Svezia             | 7         | 1992, 2000, 2004, 2008, 2012, 2016, 2020                                           |
| Croazia            | 7         | 1996, 2004, 2008, 2012, 2016, 2020, 2024                                           |
| Belgio             | 7         | 1972, 1980, 1984, 2000, 2016, 2020, 2024                                           |
| Turchia            | 7         | 1996, 2004, 2008, 2016, 2020, 2024, 2032                                           |
| Serbia*            | 6         | 1960, 1968, 1976, 1984, 2000, 2024                                                 |
| Romania            | 6         | 1984, 1996, 2000, 2008, 2016, 2024                                                 |
| Svizzera           | 6         | 1996, 2004, 2008, 2016, 2020, 2024                                                 |
| Polonia            | 5         | 2008, 2012, 2016, 2020, 2024                                                       |
| Ungheria           | 5         | 1964, 1972, 2016, 2020, 2024                                                       |
| Grecia             | 4         | 1980, 2004, 2008, 2012                                                             |
| Scozia             | 4         | 1992, 1996, 2020, 2024                                                             |
| Austria            | 4         | 2008, 2016, 2020, 2024                                                             |
| Ucraina            | 4         | 2012, 2016, 2020, 2024                                                             |
| Irlanda            | 3         | 1988, 2012, 2016                                                                   |
| Slovacchia         | 3         | 2016, 2020, 2024                                                                   |
| Bulgaria           | 2         | 1996, 2004                                                                         |
| Slovenia           | 2         | 2000, 2024                                                                         |
| Galles             | 2         | 2016, 2020                                                                         |
| Albania            | 2         | 2016, 2024                                                                         |
| Georgia            | 1         | 2024                                                                               |
| Finlandia          | 1         | 2020                                                                               |
| Macedonia del Nord | 1         | 2020                                                                               |
| Islanda            | 1         | 2016                                                                               |
| Irlanda del Nord   | 1         | 2016                                                                               |
| Lettonia           | 1         | 2004                                                                               |
| Norvegia           | 1         | 2000                                                                               |

*La Russia detiene il record dell'Unione Sovietica fino ad Euro 1988, la Serbia detiene il record della Jugoslavia fino ad Euro 1988, la Repubblica Ceca detiene il record della Cecoslovacchia fino ad Euro 1988, la Germania detiene il record di Germania Ovest fino ad Euro 1988. ±La Russia nel 1992 giocò sotto il nome CIS. 
Anni con sfondo giallo = Squadra campione quell'anno.

### Miglior risultato di ogni squadra
Campione d'Europa
- 4  Spagna (1964, 2008, 2012, 2024)
- 3  Germania (1972, 1980, 1996)
- 2  Francia (1984, 2000),  Italia (1968, 2020)
- 1  Unione Sovietica (1960),  Cecoslovacchia (1976),  Paesi Bassi (1988),  Danimarca (1992),  Grecia (2004),  Portogallo (2016)

Finale
- 2  Jugoslavia (1960, 1968),  Inghilterra (2020, 2024)
- 1  Belgio (1980),  Rep. Ceca (1996)

Semifinali
- 2  Ungheria (1964*, 1972**)
- 1  Svezia (1992),  Russia,  Turchia (2008),  Galles (2016)

Quarti di finale
- 2  Croazia (1996, 2008),  Svizzera (2020, 2024)
- 1  Romania,  Serbia (2000),  Polonia,  Islanda (2016),  Ucraina (2020)

Ottavi di finale
- 2  Slovacchia (2016, 2024),  Austria (2020, 2024)
- 1  Irlanda del Nord (2016),  Georgia,  Slovenia (2024)

Primo turno
- 4  Scozia (1992, 1996, 2020, 2024)
- 2  Bulgaria (1996, 2004),  Albania (2016, 2024)
- 1  Norvegia (2000),  Lettonia (2004),  Finlandia,  Macedonia del Nord (2020)

### Ultimo titolo
- Spagna (2024)
- Italia (2020)
- Portogallo (2016)
- Grecia (2004)
- Francia (2000)
- Germania (1996)
- Danimarca (1992)
- Paesi Bassi (1988)
- Cecoslovacchia (1976)
- Unione Sovietica (1960)

### Primo titolo
- Unione Sovietica (1960)
- Spagna (1964)
- Italia (1968)
- Germania (1972)
- Cecoslovacchia (1976)
- Francia (1984)
- Paesi Bassi (1988)
- Danimarca (1992)
- Grecia (2004)
- Portogallo (2016)

### Titoli consecutivi
- 2  Spagna (2008, 2012)

### Prestazione della squadra ospitante
Solo Spagna, Italia e Francia hanno vinto un'edizione casalinga, anche se vi sono altre squadre che hanno ottenuto altri grandi risultati come il Belgio, che raggiunse il 3º posto nel 1972, la Jugoslavia che si classificò quarta nel 1976, il Portogallo e la Francia che arrivarono seconde rispettivamente nel 2004 e nel 2016, mentre nelle edizioni del 1988, 1992, 1996 e 2000, Germania, Svezia, Inghilterra e Paesi Bassi raggiunsero le semifinali.
Nell'edizione itinerante del 2020 vengono scelte 13 nazioni per ospitare l'europeo, poi ridotte a 11 prima dell'inizio della manifestazione: di queste 11, 2 di loro (Azerbaigian e Romania) non riescono a qualificarsi, altre 3 (Russia, Scozia e Ungheria) finiscono il proprio europeo al primo turno, 2 di loro (Germania e Olanda) vengono eliminate agli ottavi, 2 (Spagna e Danimarca) perdono le due semifinali e le ultime 2 (Italia e Inghilterra) si giocano la finale, con vittoria azzurra. In particolare, sebbene non la si possa considerare come nazione ospitante, l'Inghilterra gioca 6 partite su 7 (finale compresa) tra le mura amiche di Wembley; l'Italia, invece, ne gioca 3 in casa (all'Olimpico di Roma), 3 a Wembley e 1 all'Allianz Arena di Monaco.
| Anno | Paese ospitante    | Risultato           |
| ---- | ------------------ | ------------------- |
| 1960 | Francia            | 4º posto            |
| 1964 | Spagna             | Campione            |
| 1968 | Italia             | Campione            |
| 1972 | Belgio             | 3º posto            |
| 1976 | Jugoslavia         | 4º posto            |
| 1980 | Italia             | 4º posto            |
| 1984 | Francia            | Campione            |
| 1988 | Germania Ovest     | Semifinali          |
| 1992 | Svezia             | Semifinali          |
| 1996 | Inghilterra        | Semifinali          |
| 2000 | Paesi Bassi Belgio | Semifinali 1º turno |
| 2004 | Portogallo         | Finalista           |
| 2008 | Austria Svizzera   | 1º turno            |
| 2012 | Polonia Ucraina    | 1º turno            |
| 2016 | Francia            | Finalista           |
| 2020 | Europa             | -                   |
| 2024 | Germania           | Quarti di finale    |

### Esordienti
| Anno | Squadre                                                     |
| ---- | ----------------------------------------------------------- |
| 1960 | Cecoslovacchia, Francia, Jugoslavia, Unione Sovietica       |
| 1964 | Danimarca, Spagna, Ungheria                                 |
| 1968 | Inghilterra, Italia                                         |
| 1972 | Belgio, Germania Ovest                                      |
| 1976 | Paesi Bassi                                                 |
| 1980 | Grecia                                                      |
| 1984 | Portogallo, Romania                                         |
| 1988 | Irlanda                                                     |
| 1992 | Comunità degli Stati Indipendenti, Germania, Scozia, Svezia |
| 1996 | Bulgaria, Croazia, Rep. Ceca, Russia, Svizzera, Turchia     |
| 2000 | Serbia, Norvegia, Slovenia                                  |
| 2004 | Lettonia                                                    |
| 2008 | Austria, Polonia                                            |
| 2012 | Ucraina                                                     |
| 2016 | Albania, Galles, Irlanda del Nord, Islanda, Slovacchia      |
| 2020 | Finlandia, Macedonia del Nord                               |
| 2024 | Georgia                                                     |

In ogni edizione finora disputata c'è stata almeno una nazionale esordiente.

### Nazionali mai qualificate alla fase finale della competizione
Andorra,  Armenia,  Azerbaigian,  Bielorussia,  Bosnia ed Erzegovina,  Cipro,  Estonia,  Fær Øer,  Germania Est,  Gibilterra,  Israele,  Kazakistan,  Kosovo,  Liechtenstein,  Lituania,  Lussemburgo,  Malta,  Moldavia,  Montenegro,  San Marino

### Ultima qualificazione
| Anno | Squadre |
| ---- | --- |
| 2032 | Italia, Turchia |
| 2024 | Albania, Austria, Belgio, Croazia, Danimarca, Francia, Georgia, Germania, Inghilterra, Paesi Bassi, Polonia, Portogallo, Rep. Ceca, Romania, Scozia, Serbia, Slovacchia, Slovenia, Spagna, Svizzera, Ucraina, Ungheria |
| 2020 | Finlandia, Galles, Macedonia del Nord, Russia, Svezia |
| 2016 | Irlanda, Irlanda del Nord, Islanda |
| 2012 | Grecia |
| 2004 | Bulgaria, Lettonia |
| 2000 | Norvegia |
| 1992 | Comunità degli Stati Indipendenti |
| 1988 | Unione Sovietica |
| 1984 | Jugoslavia |
| 1980 | Cecoslovacchia |

### Edizioni consecutive da cui una squadra è qualificata
| Num | Squadre                                                  |
| --- | -------------------------------------------------------- |
| 14  | Germania                                                 |
| 9   | Francia                                                  |
| 8   | Italia, Portogallo, Rep. Ceca, Spagna                    |
| 6   | Croazia                                                  |
| 5   | Polonia                                                  |
| 4   | Inghilterra, Ucraina                                     |
| 3   | Austria, Belgio, Slovacchia, Svizzera, Turchia, Ungheria |
| 2   | Danimarca, Paesi Bassi, Scozia                           |
| 1   | Albania, Georgia, Romania, Serbia, Slovenia              |

### Giocatori e allenatori

#### Cannonieri
In grassetto i calciatori in attività con le proprie nazionali
| Giocatore           | Reti | Pres | MG   |
| ------------------- | ---- | ---- | ---- |
| Cristiano Ronaldo   | 14   | 30   | 0,47 |
| Michel Platini      | 9    | 5    | 1,8  |
| Alan Shearer        | 7    | 9    | 0,78 |
| Antoine Griezmann   | 7    | 17   | 0,42 |
| Harry Kane          | 7    | 18   | 0,39 |
| Álvaro Morata       | 7    | 17   | 0,42 |
| Ruud van Nistelrooy | 6    | 8    | 0,75 |
| Patrick Kluivert    | 6    | 9    | 0,67 |
| Romelu Lukaku       | 6    | 14   | 0,43 |
| Wayne Rooney        | 6    | 10   | 0,60 |
| Patrik Schick       | 6    | 7    | 0,86 |
| Thierry Henry       | 6    | 11   | 0,55 |
| Zlatan Ibrahimović  | 6    | 13   | 0,46 |
| Nuno Gomes          | 6    | 14   | 0,43 |
| Savo Milošević      | 5    | 4    | 1,25 |
| Marco van Basten    | 5    | 9    | 0,56 |
| Milan Baroš         | 5    | 10   | 0,50 |
| Robert Lewandowski  | 5    | 11   | 0,45 |
| Mario Gómez         | 5    | 13   | 0,38 |
| Jürgen Klinsmann    | 5    | 13   | 0,38 |
| Fernando Torres     | 5    | 13   | 0,38 |
| Zinédine Zidane     | 5    | 14   | 0,36 |

#### Capocannonieri delle singole edizioni
| Anno | Capocannoniere                                                                             | Nazionale                                                  | Reti |
| ---- | ------------------------------------------------------------------------------------------ | ---------------------------------------------------------- | ---- |
| 1960 | François Heutte Viktor Ponedel'nik Valentin Koz'mič Ivanov Milan Galić Dražan Jerković     | Francia Unione Sovietica Jugoslavia                        | 2    |
| 1964 | Jesús María Pereda Ferenc Bene Dezső Novák                                                 | Spagna Ungheria                                            | 2    |
| 1968 | Dragan Džajić                                                                              | Jugoslavia                                                 | 2    |
| 1972 | Gerd Müller                                                                                | Germania Ovest                                             | 4    |
| 1976 | Dieter Müller                                                                              | Germania Ovest                                             | 4    |
| 1980 | Klaus Allofs                                                                               | Germania Ovest                                             | 3    |
| 1984 | Michel Platini                                                                             | Francia                                                    | 9    |
| 1988 | Marco van Basten                                                                           | Paesi Bassi                                                | 5    |
| 1992 | Henrik Larsen Karl-Heinz Riedle Dennis Bergkamp Tomas Brolin                               | Danimarca Germania Paesi Bassi Svezia                      | 3    |
| 1996 | Alan Shearer                                                                               | Inghilterra                                                | 5    |
| 2000 | Patrick Kluivert Savo Milošević                                                            | Paesi Bassi Jugoslavia                                     | 5    |
| 2004 | Milan Baroš                                                                                | Rep. Ceca                                                  | 5    |
| 2008 | David Villa                                                                                | Spagna                                                     | 4    |
| 2012 | Cristiano Ronaldo Fernando Torres Mario Balotelli Mario Gómez Mario Mandžukić Alan Dzagoev | Portogallo Spagna Italia Germania Croazia Russia           | 3    |
| 2016 | Antoine Griezmann                                                                          | Francia                                                    | 6    |
| 2020 | Cristiano Ronaldo Patrik Schick                                                            | Portogallo Rep. Ceca                                       | 5    |
| 2024 | Dani Olmo Harry Kane Cody Gakpo Jamal Musiala Ivan Schranz Georges Mikautadze              | Spagna Inghilterra Paesi Bassi Germania Slovacchia Georgia | 3    |

#### Capocannonieri in più edizioni
| Giocatore         | N. | Edizioni           |
| ----------------- | -- | ------------------ |
| Cristiano Ronaldo | 2  | 2012 (3), 2020 (5) |

#### Capocannonieri per nazione
| Nazione                   | Cannonieri | Edizioni                                                     |
| ------------------------- | ---------- | ------------------------------------------------------------ |
| Germania Ovest / Germania | 6          | Germania Ovest:1972, 1976, 1980 - Germania: 1992, 2012, 2024 |
| Jugoslavia                | 4          | 1960 (due marcatori), 1968, 2000                             |
| Paesi Bassi               | 4          | 1988, 1992, 2000, 2024                                       |
| Spagna                    | 4          | 1964, 2008, 2012, 2024                                       |
| Francia                   | 3          | 1960, 1984, 2016                                             |
| Unione Sovietica / Russia | 3          | URSS: 1960 (due marcatori) - Russia: 2012                    |
| Portogallo                | 2          | 2012, 2020                                                   |
| Rep. Ceca                 | 2          | 2004, 2020                                                   |
| Inghilterra               | 2          | 1996, 2024                                                   |
| Ungheria                  | 2          | 1964 (due marcatori)                                         |
| Croazia                   | 1          | 2012                                                         |
| Danimarca                 | 1          | 1992                                                         |
| Georgia                   | 1          | 2024                                                         |
| Italia                    | 1          | 2012                                                         |
| Slovacchia                | 1          | 2024                                                         |
| Svezia                    | 1          | 1992                                                         |

#### Migliori assistman
In grassetto i calciatori in attività con le proprie nazionali
| Giocatore              | Assist | Pres | MA   |
| ---------------------- | ------ | ---- | ---- |
| Cristiano Ronaldo      | 8      | 30   | 0,27 |
| Karel Poborský         | 8      | 14   | 0,57 |
| Cesc Fàbregas          | 5      | 16   | 0,31 |
| Bastian Schweinsteiger | 5      | 16   | 0,31 |
| Arjen Robben           | 5      | 9    | 0,56 |
| Luis Figo              | 5      | 14   | 0,36 |
| Dani Olmo              | 5      | 8    | 0,62 |
| Eden Hazard            | 5      | 9    | 0,67 |
| David Beckham          | 5      | 14   | 0,36 |
| Lamine Yamal           | 4      | 7    | 0,57 |

## Altri premi

### Miglior giocatore (premio dal 1996)
| Edizione                | Miglior giocatore    | Nazionale |
| ----------------------- | -------------------- | --------- |
| Inghilterra 1996        | Matthias Sammer      | Germania  |
| Belgio-Paesi Bassi 2000 | Zinédine Zidane      | Francia   |
| Portogallo 2004         | Theodōros Zagorakīs  | Grecia    |
| Austria-Svizzera 2008   | Xavi                 | Spagna    |
| Polonia-Ucraina 2012    | Andrés Iniesta       | Spagna    |
| Francia 2016            | Antoine Griezmann    | Francia   |
| Europa 2020             | Gianluigi Donnarumma | Italia    |
| Germania 2024           | Rodri                | Spagna    |

### Miglior portiere (premio dal 2000)
| Edizione                | Miglior portiere    | Nazionale     |
| ----------------------- | ------------------- | ------------- |
| Belgio-Paesi Bassi 2000 | Francesco Toldo     | Italia        |
| Portogallo 2004         | Antōnīs Nikopolidīs | Grecia        |
| Austria-Svizzera 2008   | Iker Casillas       | Spagna        |
| Polonia-Ucraina 2012    | Gianluigi Buffon    | Italia        |
| Francia 2016            | Rui Patrìcio        | Portogallo    |
| Europa 2020             | Non assegnato       | Non assegnato |
| Germania 2024           | Mike Maignan        | Francia       |

### Miglior giovane (premio dal 2016)
| Edizione      | Miglior giovane | Nazionale  |
| ------------- | --------------- | ---------- |
| Francia 2016  | Renato Sanches  | Portogallo |
| Europa 2020   | Pedri           | Spagna     |
| Germania 2024 | Lamine Yamal    | Spagna     |

### XI All Star Team
| Edizione                | Portieri                                         | Difensori                                                                 | Centrocampisti | Attaccanti                                                                     |
| ----------------------- | ------------------------------------------------ | ------------------------------------------------------------------------- | --- | ------------------------------------------------------------------------------ |
| Francia 1960            | Lev Yashin                                       | Vladimir Durković Ladislav Novák                                          | Igor' Netto Josef Masopust Valentin Ivanov Dragoslav Šekularac                                                                                         | Slava Met'reveli Milan Galić Viktor Ponedel'nik Bora Kostić                    |
| Spagna 1964             | Lev Yashin                                       | Feliciano Rivilla Dezső Novák Fernando Olivella                           | Ignacio Zoco Valentin Ivanov Luis Suárez Chus Pereda                                                                                                   | Amancio Ferenc Bene Flórián Albert                                             |
| Italia 1968             | Dino Zoff                                        | Giacinto Facchetti Bobby Moore Al'bert Šesternëv Mirsad Fazlagić          | Angelo Domenghini Sandro Mazzola Ivica Osim | Dragan Džajić Geoff Hurst Gigi Riva                                            |
| Belgio 1972             | Evgenij Rudakov                                  | Revaz Dzodzuashvili Franz Beckenbauer Paul Breitner Murtaz Khurtsilava    | Uli Hoeneß Günter Netzer Herbert Wimmer | Raoul Lambert Jupp Heynckes Gerd Müller                                        |
| Jugoslavia 1976         | Ivo Viktor                                       | Ruud Krol Ján Pivarník Anton Ondruš Franz Beckenbauer                     | Rainer Bonhof Jaroslav Pollák Antonín Panenka | Dieter Müller Zdeněk Nehoda Dragan Džajić                                      |
| Italia 1980             | Dino Zoff                                        | Hans-Peter Briegel Gaetano Scirea Karlheinz Förster Claudio Gentile       | Marco Tardelli Jan Ceulemans Bernd Schuster Hansi Müller                                                                                               | Karl-Heinz Rummenigge Horst Hrubesch                                           |
| Francia 1984            | Harald Schumacher                                | Andreas Brehme Karlheinz Förster Morten Olsen João Pinto                  | Fernando Chalana Jean Tigana Michel Platini Alain Giresse                                                                                              | Frank Arnesen Rudi Völler                                                      |
| Germania Ovest 1988     | Hans van Breukelen                               | Giuseppe Bergomi Paolo Maldini Frank Rijkaard Ronald Koeman               | Jan Wouters Lothar Matthäus Giuseppe Giannini Ruud Gullit                                                                                              | Gianluca Vialli Marco van Basten                                               |
| Svezia 1992             | Peter Schmeichel                                 | Jocelyn Angloma Laurent Blanc Jürgen Kohler Andreas Brehme                | Ruud Gullit Brian Laudrup Stefan Effenberg Thomas Hässler                                                                                              | Dennis Bergkamp Marco van Basten                                               |
| Inghilterra 1996        | Andreas Köpke                                    | Paolo Maldini Matthias Sammer Laurent Blanc Marcel Desailly               | Paul Gascoigne Karel Poborský Dieter Eilts | Alan Shearer Hristo Stoičkov Davor Šuker                                       |
| Belgio-Paesi Bassi 2000 | Francesco Toldo                                  | Paolo Maldini Fabio Cannavaro Laurent Blanc Lilian Thuram                 | Edgar Davids Patrick Vieira Zinédine Zidane Luís Figo                                                                                                  | Francesco Totti Patrick Kluivert                                               |
| Portogallo 2004         | Petr Čech                                        | Gianluca Zambrotta Traïanos Dellas Ricardo Carvalho Giourkas Seitaridis   | Maniche Pavel Nedvěd Theodōros Zagorakīs | Milan Baroš Cristiano Ronaldo Wayne Rooney                                     |
| Austria-Svizzera 2008   | Gianluigi Buffon Iker Casillas Edwin van der Sar | José Bosingwa Philipp Lahm Carlos Marchena Pepe Carles Puyol Jurij Žirkov | Hamit Altıntop Luka Modrić Marcos Senna Xavi Hernández Konstantin Zyrjanov Michael Ballack Cesc Fàbregas Andrés Iniesta Lukas Podolski Wesley Sneijder | Andrej Aršavin Roman Pavljučenko Fernando Torres David Villa                   |
| Polonia-Ucraina 2012    | Gianluigi Buffon Iker Casillas Manuel Neuer      | Gerard Piqué Fábio Coentrão Philipp Lahm Pepe Sergio Ramos Jordi Alba     | Daniele De Rossi Steven Gerrard Xavi Andrés Iniesta Sami Khedira Sergio Busquets Mesut Özil Andrea Pirlo Xabi Alonso                                   | Mario Balotelli Cesc Fàbregas Cristiano Ronaldo Zlatan Ibrahimović David Silva |
| Francia 2016            | Rui Patrício                                     | Raphaël Guerreiro Pepe Jérôme Boateng Joshua Kimmich                      | Joe Allen Aaron Ramsey Toni Kroos | Antoine Griezmann Cristiano Ronaldo Dimitri Payet                              |
| Europa 2020             | Gianluigi Donnarumma                             | Leonardo Spinazzola Harry Maguire Leonardo Bonucci Kyle Walker            | Pedri Jorginho Pierre-Emile Højbjerg | Raheem Sterling Romelu Lukaku Federico Chiesa                                  |
| Germania 2024           | Mike Maignan                                     | Kyle Walker William Saliba Manuel Akanji Marc Cucurella                   | Rodri Dani Olmo Fabián Ruiz | Lamine Yamal Jamal Musiala Nico Williams                                       |

### Allenatori e capitani delle squadre vincitrici
| Anno | Squadra          | Allenatore             | Capitano            |
| ---- | ---------------- | ---------------------- | ------------------- |
| 1960 | Unione Sovietica | Gavriil Kačalin        | Igor' Netto         |
| 1964 | Spagna           | José Villalonga        | Fernando Olivella   |
| 1968 | Italia           | Ferruccio Valcareggi   | Giacinto Facchetti  |
| 1972 | Germania Ovest   | Helmut Schön           | Franz Beckenbauer   |
| 1976 | Cecoslovacchia   | Václav Ježek           | Anton Ondruš        |
| 1980 | Germania Ovest   | Jupp Derwall           | Bernard Dietz       |
| 1984 | Francia          | Michel Hidalgo         | Michel Platini      |
| 1988 | Paesi Bassi      | Rinus Michels          | Ruud Gullit         |
| 1992 | Danimarca        | Richard Møller Nielsen | Lars Olsen          |
| 1996 | Germania         | Berti Vogts            | Jürgen Klinsmann    |
| 2000 | Francia          | Roger Lemerre          | Didier Deschamps    |
| 2004 | Grecia           | Otto Rehhagel          | Theodōros Zagorakīs |
| 2008 | Spagna           | Luis Aragonés          | Iker Casillas       |
| 2012 | Spagna           | Vicente del Bosque     | Iker Casillas       |
| 2016 | Portogallo       | Fernando Santos        | Cristiano Ronaldo   |
| 2020 | Italia           | Roberto Mancini        | Giorgio Chiellini   |
| 2024 | Spagna           | Luis de la Fuente      | Alvaro Morata       |

Nessun allenatore ha vinto più di 1 titolo.

## Record

### Squadre
- Reti subite in una singola edizione:
  - 13  Jugoslavia (2000)
- Reti segnate in una singola edizione:
  - 15  Spagna (2024)
- Maggior numero di tentativi falliti di qualificazione:
  - 16  Lussemburgo (1964-2024)
- Maggior numero di partecipazioni alla fase finale:
  - 14  Germania
- Maggior numero di piazzamenti nei primi quattro posti:
  - 9  Germania
- Maggior numero di finali disputate:
  - 6  Germania
- Maggior numero di finali consecutive disputate:
  - 3  Germania
- Maggior numero di finali perse:
  - 3  Germania,  Unione Sovietica
- Maggior numero di finali perse consecutivamente:
  - 3  Unione Sovietica
- Maggior numero di partite disputate:
  - 58  Germania
- Maggior numero di partite vinte:
  - 30  Germania
- Maggior numero di partite pareggiate:
  - 19  Italia
- Maggior numero di partite perse:
  - 18  Danimarca
- Minor numero di partite perse:
  - 1  Islanda,  Norvegia,  Slovenia
- Minor numero di partite pareggiate:
  - 0  Finlandia,  Irlanda del Nord,  Macedonia del Nord,  Ucraina
- Minor numero di partite vinte:
  - 0  Lettonia,  Macedonia del Nord,  Slovenia
- Maggior numero di partite precedenti alla prima vittoria:
  - 8  Romania,  Svizzera
- Maggior numero di reti realizzate:
  - 89  Germania
- Maggior numero di reti subite:
  - 59  Germania
- Minor numero di reti realizzate:
  - 1  Finlandia,  Lettonia,  Norvegia
- Minor numero di reti subite:
  - 1  Norvegia
- Migliore differenza reti:
  - +37  Spagna
- Peggiore differenza reti:
  - -17  Jugoslavia
- Maggior numero di partite concluse ai tiri di rigore:
  - 7  Italia
- Maggior numero di vittorie ai rigori:
  - 4  Italia,  Spagna
- Maggior numero di sconfitte ai rigori:
  - 4  Inghilterra
- Minor numero di partecipazioni avendo vinto almeno un titolo:
  - 4  Grecia
- Maggior numero di partecipazioni senza aver mai vinto un titolo:
  - 11  Inghilterra
- Squadra con il maggior numero di finali perse rispetto al totale di quelle disputate:
  - 3 su 4  Unione Sovietica
- Squadra con il maggior numero di finali vinte rispetto al totale di quelle disputate:
  - 4 su 5  Spagna
- Squadra con il maggior numero di semifinali perse rispetto al totale di quelle disputate:
  - 5 su 6  Paesi Bassi
- Squadra vincitrice del trofeo senza avere ottenuto la qualificazione sul campo alla fase finale nell'edizione vinta:
  -  Danimarca
- Squadra vincitrice del trofeo con ripetizione della finale (non essendo all'epoca previsti i tiri di rigore):
  -  Italia
- Squadra vincitrice di una semifinale per sorteggio (non essendo all'epoca previsti i tiri di rigore):
  -  Italia
- Maggior numero di edizioni consecutive con vincitori diversi:
  - 6 ( Paesi Bassi (1988),  Danimarca (1992),  Germania (1996),  Francia (2000),  Grecia (2004),  Spagna (2008))
- Distanza in anni più lunga tra due europei vinti:
  - 53  Italia (1968 e 2021)
- Distanza più lunga in anni tra due finali disputate:
  - 32  Italia (1968 e 2000)
- Distanza più lunga in anni tra due piazzamenti nei primi 4 posti:
  - 29  Danimarca (1992 e 2021)
- Distanza più lunga in anni tra due partecipazioni alla fase finale:
  - 44  Ungheria (1972 e 2016)
- Squadre vincitrici almeno una volta di entrambi i trofei utilizzatiː
  -  Spagna,  Italia[32]
- Squadre vincitrici per 3 volte di uno dei due trofei utilizzatiː
  -  Germania,  Spagna
- Squadre vincitrici al debutto (esclusa la prima edizione):
  -  Spagna,  Italia,  Germania)
- Squadre vincitrici del trofeo in un'edizione disputata in casa:
  -  Spagna (1964),  Italia (1968),  Francia (1984)
- Squadre sconfitte in finale in un'edizione disputata in casa:
  -  Portogallo (2004),  Francia (2016)
- Squadra sconfitta in una finale ospitata, ma senza aver ospitato l'intero torneo:
  -  Inghilterra (nel 2020)
- Squadra con il maggior numero di piazzamenti nei primi 4 posti senza vittorie:
  - 4  Inghilterra
- Squadre sempre vincenti in finale:
  -  Paesi Bassi (1988),  Danimarca (1992),  Grecia (2004)
- Squadra con il maggior numero di piazzamenti consecutivi nei primi 4 posti:
  - 4  Unione Sovietica (dal 1960 al 1972)
- Squadra con il maggior numero di piazzamenti nei primi 4 posti senza avere disputato una finale:
  - 2  Ungheria (1964, 1972)
- Squadra con il maggior numero di partecipazioni consecutive alla fase finale:
  - 14  Germania (1972-serie aperta)
- Squadre vincitrici del trofeo con una sconfitta subita durante la fase finale del torneo:
  -  Paesi Bassi (1988),  Danimarca (1992),  Francia (2000),  Grecia (2004)
- Maggior numero di autogol a favore di una squadra in un'edizione:
  - 3  Spagna (2020)
- Maggior numero di autogol a favore di una squadra:
  - 5  Francia
- Maggior numero di partite giocate senza aver mai segnato un autogol:
  - 49  Francia
- Maggior numero di partite giocate senza autogol a favore:
  - 40  Rep. Ceca
- Maggior numero di espulsioni per una squadra:
  - 5  Rep. Ceca
- Maggior numero di espulsioni per una squadra in un'edizione:
  - 3  Jugoslavia (2000)

### Partite
- Reti segnate e subite:
  - 6  Paesi Bassi -  Jugoslavia 6-1 (2000, Quarti di finale)
- Vittorie consecutive:
  - 7  Spagna (2024, tutte le partite)
- Partite senza sconfitte (edizioni consecutive):
  - 14  Spagna (6-2008, 6-2012, 2-2016)
- Più volte giocata nelle fasi finali:
  - 8  Italia- Spagna (1980, 1988, 2008, 2012 (2 volte), 2016, 2020, 2024)
- Più volte giocata in edizioni consecutive:
  - 5  Italia- Spagna (2008, 2012 (2 volte), 2016, 2020, 2024)
- Rigiocata a maggiore distanza temporale:
  -  Danimarca- Unione Sovietica/ Russia[33], 20.823 giorni fra il 17 giugno 1964 e il 21 giugno 2021
- Nazionali con il maggior numero di partite disputate mai affrontatesi in una fase finale: 
  -  Spagna e  Paesi Bassi
- Finale terminata con il maggior scarto di gol:
  - 4  Spagna -  Italia 4-0 (2012)
- Maggiore scarto di gol:
  - 5  Francia -  Belgio 5-0,  Danimarca -  Jugoslavia 5-0 (1984, Fase a gironi);  Paesi Bassi -  Jugoslavia 6-1 (2000, Quarti di finale);  Svezia -  Bulgaria 5-0 (2004, Fase a gironi);  Spagna -  Slovacchia 5-0 (2020, Fase a gironi)
- Maggior numero di gol:
  - 9  Francia -  Jugoslavia 4-5 (1960, semifinali)
- Maggior numero di marcatori:
  - 7  Francia -  Jugoslavia 4-5 (1960, semifinali)
- Maggior numero di marcatori per una squadra:
  - 5 Croazia -  Spagna 3-5 (2020, ottavi di finale),  Germania - Scozia (2024, fase a gironi)
- Maggior numero di tiri di rigore:
  - 18  Italia -  Rep. Ceca 1-1, 8-9 d.c.r. (1980, finale terzo posto),  Germania -  Italia 1-1 d.t.s., 6-5 d.c.r. (2016, quarti di finale)
- Giocate 2 volte nella stessa edizione:[34]
  -  Unione Sovietica- Paesi Bassi (1988, girone e finale),  Germania- Rep. Ceca (1996, girone e finale),  Portogallo- Grecia (2004, girone e finale),  Russia- Spagna (2008, girone e semifinale), Spagna- Italia (2012, girone e finale)
- Maggior numero di gol nei tempi supplementari:
  - 3  Francia- Portogallo 3-2 (1984, semifinale),  Italia- Austria 2-1 (2020, ottavi di finale)
- Maggior numero di espulsioni:
  - 3  Cecoslovacchia (1)  -  Paesi Bassi (2) 3-1 d.t.s. (1976, semifinale)
- Maggior numero di espulsioni per una squadra:
  - 2 Cecoslovacchia -  Paesi Bassi 3-1 d.t.s. (1976, semifinale),  Rep. Ceca - Turchia 1-2 (2024, fase a gironi)
- Espulsione più veloce:
  - 20' Antonín Barák,  Rep. Ceca - Turchia 1-2 (2024, fase a gironi)
- Espulsione più tardiva:
  - 120'+6' Daniel Carvajal,  Spagna - Germania 2-1 d.t.s. (2024, quarti di finale)
- Maggior numero di cartellini:
  - 18  Rep. Ceca (7) -  Turchia (11) 1-2 (2024, fase a gironi)
- Maggior numero di cartellini per una squadra:
  - 11 Rep. Ceca -  Turchia 1-2 (2024, fase a gironi)
- Minor numero di tiri di rigore segnati:
  - 0 Portogallo -  Slovenia 3-0 d.c.r. (2024, ottavi di finale)
- Maggior numero di autogol di una squadra:
  - 2  Portogallo - Germania 2-4 (2020, fase a gironi),  Slovacchia - Spagna 0-5 (2020, fase a gironi)

### Giocatori e allenatori

#### Giocatori partecipanti a più edizioni
In grassetto i calciatori in attività con le proprie nazionali
| Giocati | Nome                   | Edizioni                           |
| ------- | ---------------------- | ---------------------------------- |
| 6       | Cristiano Ronaldo      | 2004, 2008, 2012, 2016, 2020, 2024 |
| 5       | Iker Casillas          | 2000, 2004, 2008, 2012, 2016       |
| 5       | Luka Modric            | 2008, 2012, 2016, 2020, 2024       |
| 5       | Pepe                   | 2008, 2012, 2016, 2020, 2024       |
| 5       | Rui Patricio           | 2008, 2012, 2016, 2020, 2024       |
| 4       | Lothar Matthäus        | 1980, 1984, 1988, 2000             |
| 4       | Peter Schmeichel       | 1988, 1992, 1996, 2000             |
| 4       | Aron Winter            | 1988, 1992, 1996, 2000             |
| 4       | Alessandro Del Piero   | 1996, 2000, 2004, 2008             |
| 4       | Lilian Thuram          | 1996, 2000, 2004, 2008             |
| 4       | Edwin van der Sar      | 1996, 2000, 2004, 2008             |
| 4       | Olof Mellberg          | 2000, 2004, 2008, 2012             |
| 4       | Tomáš Rosický          | 2000, 2004, 2012, 2016             |
| 4       | Gianluigi Buffon       | 2004, 2008, 2012, 2016             |
| 4       | Petr Čech              | 2004, 2008, 2012, 2016             |
| 4       | Jaroslav Plašil        | 2004, 2008, 2012, 2016             |
| 4       | Zlatan Ibrahimović     | 2004, 2008, 2012, 2016             |
| 4       | Kim Källström          | 2004, 2008, 2012, 2016             |
| 4       | Andreas Isaksson       | 2004, 2008, 2012, 2016             |
| 4       | Lukas Podolski         | 2004, 2008, 2012, 2016             |
| 4       | Bastian Schweinsteiger | 2004, 2008, 2012, 2016             |
| 4       | Darijo Srna            | 2004, 2008, 2012, 2016             |
| 4       | Giorgio Chiellini      | 2008, 2012, 2016, 2020             |
| 4       | Andreas Granqvist      | 2008, 2012, 2016, 2020             |
| 4       | Sebastian Larsson      | 2008, 2012, 2016, 2020             |
| 4       | Steve Mandanda         | 2008, 2012, 2016, 2020             |
| 4       | Joao Moutinho          | 2008, 2012, 2016, 2020             |
| 4       | Manuel Neuer           | 2012, 2016, 2020, 2024             |
| 4       | Toni Kroos             | 2012, 2016, 2020, 2024             |
| 4       | Thomas Müller          | 2012, 2016, 2020, 2024             |
| 4       | Ivan Perišić           | 2012, 2016, 2020, 2024             |
| 4       | Domagoj Vida           | 2012, 2016, 2020, 2024             |
| 4       | Wojciech Szczęsny      | 2012, 2016, 2020, 2024             |
| 4       | Robert Lewandowski     | 2012, 2016, 2020, 2024             |
| 4       | Olivier Giroud         | 2012, 2016, 2020, 2024             |
| 4       | Andrij Jarmolenko      | 2012, 2016, 2020, 2024             |

In grassetto le edizioni vinte.
In corsivo le edizioni in cui il calciatore non è sceso in campo.

#### Maggior numero di partite giocate
In grassetto i calciatori in attività con le proprie nazionali
| Partite | Nome                                                         |
| ------- | ------------------------------------------------------------ |
| 30      | Cristiano Ronaldo                                            |
| 23      | Pepe                                                         |
| 19      | João Moutinho                                                |
| 18      | Leonardo Bonucci                                             |
| 17      | Gianluigi Buffon Bastian Schweinsteiger Giorgio Chiellini    |
| 16      | Cesc Fàbregas Andrés Iniesta Edwin van der Sar Lilian Thuram |

#### Giocatori plurivincitori
| Vittorie | Nome             | Edizioni   |
| -------- | ---------------- | ---------- |
| 2        | Rainer Bonhof    | 1972, 1980 |
| 2        | Raúl Albiol      | 2008, 2012 |
| 2        | Xabi Alonso      | 2008, 2012 |
| 2        | Álvaro Arbeloa   | 2008, 2012 |
| 2        | Iker Casillas    | 2008, 2012 |
| 2        | Santiago Cazorla | 2008, 2012 |
| 2        | Cesc Fàbregas    | 2008, 2012 |
| 2        | Andrés Iniesta   | 2008, 2012 |
| 2        | Sergio Ramos     | 2008, 2012 |
| 2        | Pepe Reina       | 2008, 2012 |
| 2        | David Silva      | 2008, 2012 |
| 2        | Fernando Torres  | 2008, 2012 |
| 2        | Xavi             | 2008, 2012 |
| 2        | Jesús Navas      | 2012, 2024 |

#### Gol
- Maggior numero di gol segnati:
  - 14  Cristiano Ronaldo (2004, 2008, 2012, 2016, 2020)
- Maggior numero di gol segnati in una singola edizione:
  - 9  Michel Platini (1984)
- Maggior numero di edizioni concluse con almeno una rete:
  - 5  Cristiano Ronaldo (2, 2004; 1, 2008; 3, 2012; 3, 2016; 5, 2020)
- Maggior numero di gol in una partita:
  - 3  Dieter Müller (1976: Germania Ovest-Jugoslavia 4-2 dts),  Klaus Allofs (1980: Germania Ovest-Paesi Bassi 3-2),  Michel Platini (1984: Francia-Belgio 5-0; Francia-Jugoslavia 3-2),  Marco van Basten (1988: Paesi Bassi-Inghilterra 3-1),  Sérgio Conceição (2000: Portogallo-Germania 3-0),  Patrick Kluivert (2000: Paesi Bassi-Jugoslavia 6-1),  David Villa (2008: Spagna-Russia 4-1)
- Partite consecutive in gol:
  - 5  Michel Platini (1984: 1 in Francia-Danimarca 1-0; 3 in Francia-Belgio 5-0; 3 in Francia-Jugoslavia 3-2; 1 in Francia-Portogallo 3-2 dts; 1 in Francia-Spagna 2-0)
- Gol più tardivo:
  - 122'  Semih Şentürk (2008: Croazia-Turchia 2-4 dcr)
- Gol più tardivo (tempi regolamentari):
  - 90+10'  Kevin Csoboth (2024, Scozia-Ungheria 1-1; fase a gironi)
- Gol più veloce:
  - 23”  Nedim Bajrami (2024: Italia-Albania 2-1)
- Giocatori che hanno segnato gol e autogol nella stessa partita:
  -  Anton Ondruš (Cecoslovacchia - Paesi Bassi 1976: 3-1 d.t.s. semifinali),  Klaus Gjasula (Albania - Croazia 2024: 2-2, primo turno)

#### Cartellini
- Giocatore con più di 1 espulsione:
  - 2   Radoslav Látal (1996, 2000)
- Maggior numero di cartellini e ammonizioni:
  - 8  Giorgios Karagounis (2004-2012)

#### Avversari
- Squadra affrontata più volte da un giocatore:
  - 5  Giorgio Chiellini  Spagna (2008, 2012 (2 volte), 2016, 2020)

#### Gol più veloci
| Tempo (in minuti) | Giocatore             | Squadra     | Avversario | Edizione             |
| ----------------- | --------------------- | ----------- | ---------- | -------------------- |
| meno di 1         | Alessandro Altobelli  | Italia      | Danimarca  | Germania Ovest 1988  |
| meno di 1         | Juan Manuel Mata      | Spagna      | Italia     | Polonia-Ucraina 2012 |
| meno di 1         | Nedim Bajrami         | Albania     | Italia     | Germania 2024        |
| 2                 | Dmitrij Kiričenko     | Russia      | Grecia     | Portogallo 2004      |
| 2                 | Robert Lewandowski    | Polonia     | Portogallo | Francia 2016         |
| 2                 | Robbie Brady          | Irlanda     | Francia    | Francia 2016         |
| 2                 | Emil Forsberg         | Svezia      | Polonia    | Europa 2020          |
| 2                 | Luke Shaw             | Inghilterra | Italia     | Europa 2020          |
| 2                 | Khvicha Kvaratskhelia | Georgia     | Portogallo | Germania 2024        |

#### Età
- Giocatore più giovane:
  - Lamine Yamal  Spagna - Croazia 3-0 15 giugno 2024 (16 anni e 339 giorni)
- Giocatore più anziano:
  - Pepe  Portogallo - Francia 0-0, 3-5 d.c.r. 5 luglio 2024 (41 anni e 130 giorni)
- Esordiente più anziano:
  - Gabor Kiraly Austria -  Ungheria 0-2 14 giugno 2016 (40 anni e 74 giorni)
- Marcatore più giovane:
  - Lamine Yamal  Spagna - Francia 2-1 9 luglio 2024 (16 anni e 362 giorni)
- Marcatore più anziano:
  - Luka Modric  Croazia - Italia 1-1 24 giugno 2024 (38 anni e 289 giorni)
- Campione d'Europa più giovane:
  - Lamine Yamal  Spagna Inghilterra 2-1 14 luglio 2024 (17 anni e 1 giorno)
- Campione d'Europa più anziano:
  - Jesús Navas González  Spagna - Inghilterra 2-1 14 luglio 2024 (38 anni e 236 giorni)

#### Parentela
- Fratelli che si sono affrontati con 2 nazionali diverse:
  - Taulant e Granit Xhaka,  Albania -  Svizzera (2016, fase a gironi)

#### Portieri
- Maggiore imbattibilità di un portiere:
  - 509' Iker Casillas  Spagna (2012)
- Minor numero di gol subiti per tutta la durata del torneo:
  - 1 Lev Jašin  Unione Sovietica (1960), Dino Zoff  Italia, Gordon Banks  Inghilterra (1968), Sepp Maier  Germania (1972), Dino Zoff  Italia (1980), Thomas Myhre  Norvegia (2000), Iker Casillas  Spagna (2012)
- Maggior numero di partite senza subire gol:
  - 9 Edwin Van Der Sar  Paesi Bassi (1996-2008), Iker Casillas  Spagna (2004-2012)
- Maggior numero di partite senza subire gol in un'edizione:
  - 5 Iker Casillas  Spagna (2012), Jordan Pickford  Inghilterra (2020)
- Maggior numero di gol subiti:
  - 21 Petr Čech  Rep. Ceca (2004-2016)
- Maggior numero di gol subiti in un'edizione:
  - 13 Ivica Kralj Paesi Bassi - Jugoslavia  6-1 (2000, quarti di finale)
- Maggior numero di gol subiti in una partita:
  - 6 Ivica Kralj Jugoslavia  (2000)
- Maggior numero di tiri di rigore parati in una partita:
  - 3 Diogo Costa  Portogallo (2024)

#### Allenatori
- Maggior numero di partite:
  - 21 Joachim Löw  Germania (6-2008, 5-2012, 6-2016, 4-2020)
- Maggior numero di partite vinte:
  - 12 Joachim Löw  Germania (4-2008, 4-2012, 3-2016, 1-2020)
- Vincitori sia da calciatori che da allenatori:
  - Berti Vogts  Germania (1972, 1996)
- Maggior numero di edizioni disputate:
  - 4 Lars Lagerbäck ( Svezia 2000-2008,  Islanda 2016), Joachim Löw ( Germania 2008-2020)
- Vincitore con una nazionale diversa dalla propria:
  -  Otto Rehhagel,  Grecia (2004)
- Più di 1 nazionale allenata:
  - 2 Guus Hiddink ( Paesi Bassi 1996,  Russia 2008), Giovanni Trapattoni ( Italia 2004,  Irlanda 2012), Dick Advocaat ( Paesi Bassi 2004,  Russia 2012), Lars Lagerbäck ( Svezia 2000-2008,  Islanda 2016), Fernando Santos ( Grecia 2012,  Portogallo 2016-2020), Roberto Martinez ( Belgio 2020,  Portogallo 2014)

## Statistiche delle finali
- Finale capitata più volte: 2  Cecoslovacchia/ Rep. Ceca- Germania Ovest/ Germania (1976, 1996)[38]
- Finale disputata sia agli Europei che ai Mondiali:  Francia- Italia (Europei 2000, Mondiali 2006)
- Finale disputata sia agli Europei che in UEFA Nations League:  Francia- Spagna (Europei 1984, UEFA Nations League 2020-2021)
- Gol:
  - Massimo: 4 ( Cecoslovacchia- Germania Ovest 2-2 (5-3 dcr), 1976;  Spagna- Italia 4-0, 2012)
  - Minimo: 1 ( Grecia- Portogallo 1-0, 2004;  Spagna- Germania 1-0, 2008,  Portogallo- Francia 1-0, 2016)
  - Minimo entro i tempi regolamentari: 0 ( Portogallo- Francia 1-0 dts, 2016)
- concluse ai supplementari: 4 (1960, 1996, 2000, 2016)
- concluse ai rigori: 2 (1976, 2020)
- concluse con il golden gol: 2 (1996, 2000)
- rimonte: 3 (1960, 1996, 2000)
- Entrambe le squadre a segno: 8 (1960, 1964, 1976, 1980, 1996, 2000, 2020, 2024)
- Solo una squadra a segno: 9 (1968 (ripetizione), 1972, 1984, 1988, 1992, 2004, 2008, 2012, 2016)
- Scarto di 1 gol: 9 (1960, 1964, 1980, 1996, 2000, 2004, 2008, 2016, 2024)
- Scarto di 2 gol: 4 (1968 (ripetizione), 1984, 1988, 1992)
- Scarto di 3 gol: 1 (1972)
- Scarto di 4 gol: 1 (2012)
- Doppiette: 3 (Gerd Müller  Germania Ovest (1972), Horst Hrubesch  Germania Ovest (1980), Oliver Bierhoff  Germania (1996))
- Espulsione: Yvon Le Roux ( Francia - Spagna 2-0, 1984)

## Gol storici
| N°   | Giocatore           | Nazionale  | Luogo e data                           | Partita                        | Gol |
| ---- | ------------------- | ---------- | -------------------------------------- | ------------------------------ | --- |
| 1º   | Milan Galić         | Jugoslavia | Parigi, Francia, 6 luglio 1960         | Jugoslavia-Francia 5-4         | 1-0 |
| 100º | Alain Giresse       | Francia    | Nantes, Francia, 16 giugno 1984        | Francia-Belgio 5-0             | 2-0 |
| 200º | Kim Vilfort         | Danimarca  | Göteborg, Svezia, 26 giugno 1992       | Danimarca-Germania 2-0         | 2-0 |
| 300º | Zlatko Zahovič      | Slovenia   | Amsterdam, Paesi Bassi, 18 giugno 2000 | Slovenia-Spagna 1-2            | 1-1 |
| 400º | Thierry Henry       | Francia    | Coimbra, Portogallo, 21 giugno 2004    | Francia-Svizzera 3-1           | 3-1 |
| 500º | Xavi                | Spagna     | Vienna, Austria, 26 giugno 2008        | Spagna-Russia 3-0              | 1-0 |
| 600º | Nani                | Portogallo | Saint-Étienne, Francia, 14 giugno 2016 | Portogallo-Islanda 1-1         | 1-0 |
| 700º | Michael Gregoritsch | Austria    | Bucarest, Romania, 13 giugno 2021      | Austria-Macedonia del Nord 3-1 | 2-0 |
| 800º | Haris Seferović     | Svizzera   | Bucarest, Romania, 28 giugno 2021      | Svizzera-Francia 3-3 (5-4 dcr) | 1-0 |
| 900º | Romano Schmid       | Austria    | Berlino, Germania, 25 giugno 2024      | Austria-Paesi Bassi 3-2        | 2-1 |

## Statistiche geografiche

### Nazioni che hanno ospitato almeno una partita della fase finale
Le statistiche in corsivo tengono conto di edizioni future ancora da disputare.
| Paese       | Numero | Edizioni               |
| ----------- | ------ | ---------------------- |
| Italia      | 4      | 1968, 1980, 2020, 2032 |
| Francia     | 3      | 1960, 1984, 2016       |
| Germania    | 3      | 1988, 2020, 2024       |
| Inghilterra | 3      | 1996, 2020, 2028       |
| Spagna      | 2      | 1964, 2020             |
| Belgio      | 2      | 1972, 2000             |
| Paesi Bassi | 2      | 2000, 2020             |
| Scozia      | 2      | 2020, 2028             |
| Jugoslavia  | 1      | 1976                   |
| Svezia      | 1      | 1992                   |
| Portogallo  | 1      | 2004                   |
| Austria     | 1      | 2008                   |
| Svizzera    | 1      | 2008                   |
| Polonia     | 1      | 2012                   |
| Ucraina     | 1      | 2012                   |
| Azerbaigian | 1      | 2020                   |
| Danimarca   | 1      | 2020                   |
| Romania     | 1      | 2020                   |
| Russia      | 1      | 2020                   |
| Ungheria    | 1      | 2020                   |
| Irlanda     | 1      | 2028                   |
| Galles      | 1      | 2028                   |
| Turchia     | 1      | 2032                   |

### Stadi
Statistiche aggiornate a Euro 2024.
| Stadio                        | Città                        | Incontri | Capacità | 1960 | 1964 | 1968 | 1972 | 1976 | 1980 | 1984 | 1988 | 1992 | 1996 | 2000 | 2004 | 2008 | 2012 | 2016 | 2020 | 2024 |
| ----------------------------- | ---------------------------- | -------- | -------- | ---- | ---- | ---- | ---- | ---- | ---- | ---- | ---- | ---- | ---- | ---- | ---- | ---- | ---- | ---- | ---- | ---- |
| Wembley Stadium               | Londra                       | 14       | 90.000   |      |      |      |      |      |      |      |      |      | 6    |      |      |      |      |      | 8    |      |
| Stadio Olimpico               | Roma                         | 11       | 80.000   |      |      | 3    |      |      | 4    |      |      |      |      |      |      |      |      |      | 4    |      |
| Stade Vélodrome               | Marsiglia                    | 10       | 67.394   | 2    |      |      |      |      |      | 2    |      |      |      |      |      |      |      | 6    |      |      |
| Parco dei Principi            | Parigi                       | 10       | 48.712   | 2    |      |      |      |      |      | 3    |      |      |      |      |      |      |      | 5    |      |      |
| Allianz Arena                 | Monaco di Baviera            | 10       | 75.000   |      |      |      |      |      |      |      |      |      |      |      |      |      |      |      | 4    | 6    |
| Amsterdam Arena               | Amsterdam                    | 9        | 52.000   |      |      |      |      |      |      |      |      |      |      | 5    |      |      |      |      | 4    |      |
| Stade de France               | Saint-Denis (Parigi)         | 7        | 81.338   |      |      |      |      |      |      |      |      |      |      |      |      |      |      | 7    |      |      |
| Stadio San Pietroburgo        | San Pietroburgo              | 7        | 68.134   |      |      |      |      |      |      |      |      |      |      |      |      |      |      |      | 7    |      |
| Ernst Happel Stadion          | Vienna                       | 7        | 53.295   |      |      |      |      |      |      |      |      |      |      |      |      | 7    |      |      |      |      |
| Neckarstadion                 | Stoccarda                    | 7        | 70.705   |      |      |      |      |      |      |      | 2    |      |      |      |      |      |      |      |      | 5    |
| Waldstadion                   | Francoforte sul Meno         | 7        | 61.056   |      |      |      |      |      |      |      | 2    |      |      |      |      |      |      |      |      | 5    |
| RheinEnergieStadion           | Colonia                      | 7        | 46.195   |      |      |      |      |      |      |      | 2    |      |      |      |      |      |      |      |      | 5    |
| Stadio Re Baldovino           | Bruxelles                    | 6        | 60.000   |      |      |      | 1    |      |      |      |      |      |      | 5    |      |      |      |      |      |      |
| Parc Olympique Lyonnais       | Décines-Charpieu (Lione)     | 6        | 59.286   |      |      |      |      |      |      |      |      |      |      |      |      |      |      | 6    |      |      |
| Stadio Pierre Mauroy          | Villeneuve-d'Ascq (Lilla)    | 6        | 50.186   |      |      |      |      |      |      |      |      |      |      |      |      |      |      | 6    |      |      |
| Stadio Félix Bollaert         | Lens                         | 6        | 49.000   |      |      |      |      |      |      | 2    |      |      |      |      |      |      |      | 4    |      |      |
| St. Jakob-Park                | Basilea                      | 6        | 42.000   |      |      |      |      |      |      |      |      |      |      |      |      | 6    |      |      |      |      |
| Stadio Geoffroy-Guichard      | Saint-Étienne                | 6        | 41.965   |      |      |      |      |      |      | 2    |      |      |      |      |      |      |      | 4    |      |      |
| Volksparkstadion              | Amburgo                      | 6        | 61.330   |      |      |      |      |      |      |      | 1    |      |      |      |      |      |      |      |      | 5    |
| Stadio Olimpico               | Berlino                      | 6        | 74.475   |      |      |      |      |      |      |      |      |      |      |      |      |      |      |      |      | 6    |
| Westfalenstadion              | Dortmund                     | 6        | 65.851   |      |      |      |      |      |      |      |      |      |      |      |      |      |      |      |      | 6    |
| Stadio Diego Armando Maradona | Napoli                       | 5        | 82.000   |      |      | 1    |      |      | 4    |      |      |      |      |      |      |      |      |      |      |      |
| Stadio Olimpico               | Kiev                         | 5        | 70.050   |      |      |      |      |      |      |      |      |      |      |      |      |      | 5    |      |      |      |
| Estádio da Luz                | Lisbona                      | 5        | 65.647   |      |      |      |      |      |      |      |      |      |      |      | 5    |      |      |      |      |      |
| Stadio Nazionale              | Varsavia                     | 5        | 58.145   |      |      |      |      |      |      |      |      |      |      |      |      |      | 5    |      |      |      |
| Old Trafford                  | Manchester                   | 5        | 55.000   |      |      |      |      |      |      |      |      |      | 5    |      |      |      |      |      |      |      |
| Donbass Arena                 | Donec'k                      | 5        | 52.187   |      |      |      |      |      |      |      |      |      |      |      |      |      | 5    |      |      |      |
| Stadion Feijenoord            | Rotterdam                    | 5        | 51.000   |      |      |      |      |      |      |      |      |      |      | 5    |      |      |      |      |      |      |
| Estádio José Alvalade         | Lisbona                      | 5        | 50.095   |      |      |      |      |      |      |      |      |      |      |      | 5    |      |      |      |      |      |
| Estádio do Dragão             | Porto                        | 5        | 50.033   |      |      |      |      |      |      |      |      |      |      |      | 5    |      |      |      |      |      |
| Ullevi Stadion                | Göteborg                     | 5        | 44.000   |      |      |      |      |      |      |      |      | 5    |      |      |      |      |      |      |      |      |
| Stadio Matmut-Atlantique      | Bordeaux                     | 5        | 42.115   |      |      |      |      |      |      |      |      |      |      |      |      |      |      | 5    |      |      |
| Merkur Spiel-Arena            | Düsseldorf                   | 5        | 54.600   |      |      |      |      |      |      |      |      |      |      |      |      |      |      |      |      | 5    |
| Stadio Olimpico               | Baku                         | 4        | 68.700   |      |      |      |      |      |      |      |      |      |      |      |      |      |      |      | 4    |      |
| Puskás Aréna                  | Budapest                     | 4        | 67.889   |      |      |      |      |      |      |      |      |      |      |      |      |      |      |      | 4    |      |
| Stadio de la Cartuja          | Siviglia                     | 4        | 65.000   |      |      |      |      |      |      |      |      |      |      |      |      |      |      |      | 4    |      |
| Arena Națională               | Bucarest                     | 4        | 55.600   |      |      |      |      |      |      |      |      |      |      |      |      |      |      |      | 4    |      |
| Hampden Park                  | Glasgow                      | 4        | 52.063   |      |      |      |      |      |      |      |      |      |      |      |      |      |      |      | 4    |      |
| PGE Arena Gdańsk              | Danzica                      | 4        | 43.615   |      |      |      |      |      |      |      |      |      |      |      |      |      | 4    |      |      |      |
| Sclessin Stadion              | Liegi                        | 4        | 43.000   |      |      |      | 1    |      |      |      |      |      |      | 3    |      |      |      |      |      |      |
| Anfield Road                  | Liverpool                    | 4        | 42.730   |      |      |      |      |      |      |      |      |      | 4    |      |      |      |      |      |      |      |
| Villa Park                    | Birmingham                   | 4        | 40.310   |      |      |      |      |      |      |      |      |      | 4    |      |      |      |      |      |      |      |
| Råsunda Stadium               | Solna                        | 4        | 40.000   |      |      |      |      |      |      |      |      | 4    |      |      |      |      |      |      |      |      |
| Stadio Parken                 | Copenaghen                   | 4        | 38.065   |      |      |      |      |      |      |      |      |      |      |      |      |      |      |      | 4    |      |
| Allianz Riviera               | Nizza                        | 4        | 35.624   |      |      |      |      |      |      |      |      |      |      |      |      |      |      | 4    |      |      |
| Stadium Municipal             | Tolosa                       | 4        | 33.150   |      |      |      |      |      |      |      |      |      |      |      |      |      |      | 4    |      |      |
| Jan Breydel Stadion           | Bruges                       | 4        | 30.000   |      |      |      |      |      |      |      |      |      |      | 4    |      |      |      |      |      |      |
| Veltins-Arena                 | Gelsenkirchen                | 4        | 61.481   |      |      |      |      |      |      |      |      |      |      |      |      |      |      |      |      | 4    |
| Red Bull Arena                | Lipsia                       | 4        | 42.959   |      |      |      |      |      |      |      |      |      |      |      |      |      |      |      |      | 4    |
| Stadio Giuseppe Meazza        | Milano                       | 3        | 83.141   |      |      |      |      |      | 3    |      |      |      |      |      |      |      |      |      |      |      |
| Stadio Comunale               | Torino                       | 3        | 71.180   |      |      |      |      |      | 3    |      |      |      |      |      |      |      |      |      |      |      |
| Stadion Miejski               | Poznań                       | 3        | 43.269   |      |      |      |      |      |      |      |      |      |      |      |      |      | 3    |      |      |      |
| Stadion Miejski               | Breslavia                    | 3        | 42.771   |      |      |      |      |      |      |      |      |      |      |      |      |      | 3    |      |      |      |
| Elland Road                   | Leeds                        | 3        | 40.204   |      |      |      |      |      |      |      |      |      | 3    |      |      |      |      |      |      |      |
| Stadio Metalist               | Charkiv                      | 3        | 40.003   |      |      |      |      |      |      |      |      |      |      |      |      |      | 3    |      |      |      |
| Hillsborough Stadium          | Sheffield                    | 3        | 39.859   |      |      |      |      |      |      |      |      |      | 3    |      |      |      |      |      |      |      |
| St James' Park                | Newcastle upon Tyne          | 3        | 36.649   |      |      |      |      |      |      |      |      |      | 3    |      |      |      |      |      |      |      |
| Arena Lviv                    | Leopoli                      | 3        | 34.915   |      |      |      |      |      |      |      |      |      |      |      |      |      | 3    |      |      |      |
| Philips Stadion               | Eindhoven                    | 3        | 33.000   |      |      |      |      |      |      |      |      |      |      | 3    |      |      |      |      |      |      |
| Wörthersee Stadion            | Klagenfurt                   | 3        | 31.957   |      |      |      |      |      |      |      |      |      |      |      |      | 3    |      |      |      |      |
| Stade de Suisse               | Berna                        | 3        | 31.907   |      |      |      |      |      |      |      |      |      |      |      |      | 3    |      |      |      |      |
| Tivoli-Neu Stadion            | Innsbruck                    | 3        | 31.600   |      |      |      |      |      |      |      |      |      |      |      |      | 3    |      |      |      |      |
| Stade de Genève               | Lancy (Ginevra)              | 3        | 31.228   |      |      |      |      |      |      |      |      |      |      |      |      | 3    |      |      |      |      |
| Stadion Wals-Siezenheim       | Wals-Siezenheim (Salisburgo) | 3        | 31.020   |      |      |      |      |      |      |      |      |      |      |      |      | 3    |      |      |      |      |
| City Ground                   | Nottingham                   | 3        | 30.539   |      |      |      |      |      |      |      |      |      | 3    |      |      |      |      |      |      |      |
| Estádio Algarve               | Faro                         | 3        | 30.305   |      |      |      |      |      |      |      |      |      |      |      | 3    |      |      |      |      |      |
| Gelredome                     | Arnhem                       | 3        | 30.000   |      |      |      |      |      |      |      |      |      |      | 3    |      |      |      |      |      |      |
| Stade du Pays de Charleroi    | Charleroi                    | 3        | 30.000   |      |      |      |      |      |      |      |      |      |      | 3    |      |      |      |      |      |      |
| Malmö Stadion                 | Malmö                        | 3        | 30.000   |      |      |      |      |      |      |      |      | 3    |      |      |      |      |      |      |      |      |
| Stadio Letzigrund             | Zurigo                       | 3        | 30.000   |      |      |      |      |      |      |      |      |      |      |      |      | 3    |      |      |      |      |
| Estádio do Bessa Século XXI   | Porto                        | 3        | 28.263   |      |      |      |      |      |      |      |      |      |      |      | 3    |      |      |      |      |      |
| Norrköpings Idrottspark       | Norrköping                   | 3        | 23.000   |      |      |      |      |      |      |      |      | 3    |      |      |      |      |      |      |      |      |
| Stadio Santiago Bernabéu      | Madrid                       | 2        | 110.000  |      | 2    |      |      |      |      |      |      |      |      |      |      |      |      |      |      |      |
| Camp Nou                      | Barcellona                   | 2        | 93.053   |      | 2    |      |      |      |      |      |      |      |      |      |      |      |      |      |      |      |
| Stadio Stella Rossa           | Belgrado                     | 2        | 90.000   |      |      |      |      | 2    |      |      |      |      |      |      |      |      |      |      |      |      |
| Parkstadion                   | Gelsenkirchen                | 2        | 70.748   |      |      |      |      |      |      |      | 2    |      |      |      |      |      |      |      |      |      |
| Olympiastadion                | Monaco di Baviera            | 2        | 69.256   |      |      |      |      |      |      |      | 2    |      |      |      |      |      |      |      |      |      |
| Rheinstadion                  | Düsseldorf                   | 2        | 68.400   |      |      |      |      |      |      |      | 2    |      |      |      |      |      |      |      |      |      |
| Müngersdorfer Stadion         | Colonia                      | 2        | 60.584   |      |      |      |      |      |      |      | 2    |      |      |      |      |      |      |      |      |      |
| Niedersachsenstadion          | Hannover                     | 2        | 60.366   |      |      |      |      |      |      |      | 2    |      |      |      |      |      |      |      |      |      |
| Stadio Maksimir               | Zagabria                     | 2        | 55.000   |      |      |      |      | 2    |      |      |      |      |      |      |      |      |      |      |      |      |
| Stadio della Beaujoire        | Nantes                       | 2        | 52.000   |      |      |      |      |      |      | 2    |      |      |      |      |      |      |      |      |      |      |
| Stadio di Gerland             | Lione                        | 2        | 51.860   |      |      |      |      |      |      | 2    |      |      |      |      |      |      |      |      |      |      |
| Stadio della Meinau           | Strasburgo                   | 2        | 42.756   |      |      |      |      |      |      | 2    |      |      |      |      |      |      |      |      |      |      |
| Estádio Municipal de Aveiro   | Aveiro                       | 2        | 32.800   |      |      |      |      |      |      |      |      |      |      |      | 2    |      |      |      |      |      |
| Estádio Municipal de Braga    | Braga                        | 2        | 30.286   |      |      |      |      |      |      |      |      |      |      |      | 2    |      |      |      |      |      |
| Estádio D. Afonso Henriques   | Guimarães                    | 2        | 30.000   |      |      |      |      |      |      |      |      |      |      |      | 2    |      |      |      |      |      |
| Estádio Cidade de Coimbra     | Coimbra                      | 2        | 29.622   |      |      |      |      |      |      |      |      |      |      |      | 2    |      |      |      |      |      |
| Estádio Dr. Magalhães Pessoa  | Leiria                       | 2        | 28.642   |      |      |      |      |      |      |      |      |      |      |      | 2    |      |      |      |      |      |
| Bosuilstadion                 | Anversa                      | 1        | 60.000   |      |      |      | 1    |      |      |      |      |      |      |      |      |      |      |      |      |      |
| Stadio Comunale               | Firenze                      | 1        | 52.000   |      |      | 1    |      |      |      |      |      |      |      |      |      |      |      |      |      |      |
| Stadio Émile Versé            | Anderlecht                   | 1        | 42.800   |      |      |      | 1    |      |      |      |      |      |      |      |      |      |      |      |      |      |

### Città
Statistiche aggiornate a Euro 2024. Stadi appartenenti ad una grande area urbana ma ubicati in una suddivisione amministrativa diversa da quella principale sono contati comunque come parte della stessa area urbana (es. Saint-Denis è parte di Parigi).
| N° partite | Città |
| ---------- | --- |
| 17         | Parigi |
| 14         | Londra |
| 12         | Monaco di Baviera |
| 11         | Roma |
| 10         | Lisbona, Marsiglia |
| 9          | Amsterdam, Colonia |
| 8          | Lione, Porto |
| 7          | Düsseldorf, Francoforte sul Meno, San Pietroburgo, Stoccarda, Vienna |
| 6          | Amburgo, Basilea, Berlino, Bruxelles, Dortmund, Gelsenkirchen, Lens, Lilla, Saint-Étienne |
| 5          | Bordeaux, Donec'k, Göteborg, Kiev, Manchester, Napoli, Rotterdam, Varsavia |
| 4          | Baku, Birmingham, Bruges, Bucarest, Budapest, Copenaghen, Danzica, Glasgow, Liegi, Lipsia, Liverpool, Nizza, Siviglia, Stoccolma, Tolosa                                                                                 |
| 3          | Arnhem, Berna, Breslavia, Charkiv, Charleroi, Eindhoven, Faro, Ginevra, Innsbruck, Klagenfurt, Leeds, Leopoli, Malmö, Milano, Newcastle upon Tyne, Norrköping, Nottingham, Poznan, Salisburgo, Sheffield, Torino, Zurigo |
| 2          | Aveiro, Barcellona, Belgrado, Braga, Coimbra, Guimarães, Hannover, Leiria, Madrid, Nantes, Strasburgo, Zagabria |
| 1          | Anderlecht, Anversa, Firenze |